# IHK Ostwürttemberg

Logo der IHK Ostwürttemberg

Die Industrie- und Handelskammer Ostwürttemberg (IHK Ostwürttemberg) mit Sitz in Heidenheim an der Brenz hat den gesetzlichen Auftrag, als regionales Selbstverwaltungsorgan der Wirtschaft die Gesamtinteressen von derzeit rund 32.000 (Stand 2018) Mitgliedsunternehmen aus Industrie, Handel und Dienstleistung im Landkreis Heidenheim und im Ostalbkreis zu vertreten. Ferner nimmt sie für den Staat hoheitliche Aufgaben wahr.

## Geschichte
Ferdinand Steinbeis, der Präsident der „Centralstelle für Gewerbe und Handel“ der Königlichen Regierung in Württemberg, begründete am 18. Januar 1867 die Handels- und Gewerbekammer Heidenheim. Handels- und Gewerbekammer bedeutete, dass die Kammer Gewerbe und Handwerk vertrat. Zwölf in der konstituierenden Sitzung gewählte Mitglieder sollten, als Vertreter des Handels-, des Fabrikanten- und des Gewerbestandes zu gleichen Teilen, der Regierung des Landes in wirtschaftlichen Fragen zur Seite stehen und eine Selbstverwaltung der Wirtschaft organisieren.
Ab dem Jahre 1899 galt, auf Grund der Herauslösung des Handwerks, für die Kammer die Bezeichnung „Handelskammer Heidenheim“. Sehr spät, nämlich erst mit das Gesetz des württembergischen Staatsministerium vom 8. Juni 1934 erfolgte die Umbenennung in Industrie- und Handelskammer Heidenheim. 1934 wurde die selbständige Kammer Heidenheim während der großen Wirtschaftskrise der 30er Jahre aufgelöst und der Kammer Ulm zugeteilt. Der Wiederaufbau nach dem Zweiten Weltkrieg der „Industrie- und Handelskammer Heidenheim“, die aus den Kreisen Aalen und Heidenheim bestand, wurde von namhaften Firmeninhabern der Region maßgeblich unterstützt.
Die Industrie- und Handelskammern in Deutschland fungieren seit dem am 18. Dezember 1956 in Kraft getretenen Kammergesetz als Körperschaften des öffentlichen Rechts. Die Kosten der Einrichtung und Tätigkeit werden durch Beiträge der Kammerzugehörigen aufgebracht (Gesetz zur vorläufigen Regelung des Rechts der Industrie- und Handelskammern, § 2, Abs. 1, § 3, Abs. 2.).
1979 wurde das IHK-Bildungszentrum in Aalen eingeweiht. Dieses diente bis zum Neubau der beruflichen Bildung zur Grund- und Fachausbildung sowie Umschulungsmaßnahmen, Sonderlehrgängen und den CAD- und EDV-Weiterbildungen.
Am 12. Mai 2016 fand der Spatenstich des Neubaus vom IHK-Bildungszentrum in Aalen statt.
Zum 1. November 2016 wurde erstmals eine Frau, Michaela Eberle, Hauptgeschäftsführerin.
Seit 2021 ist Thilo Rentschler Hauptgeschäftsführer der IHK Ostwürttemberg.

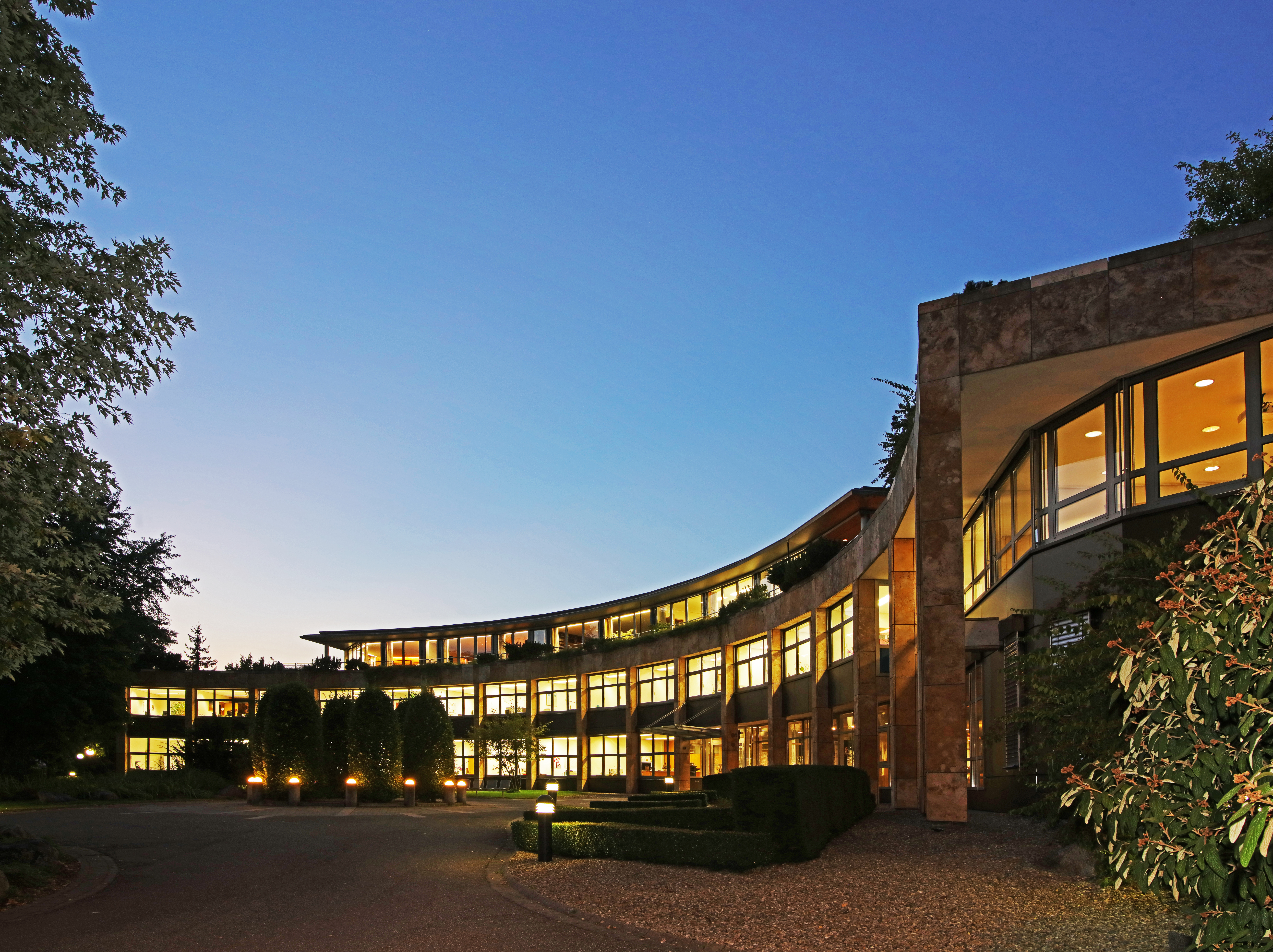
Gebäude der IHK Ostwürttemberg in Heidenheim

## Geschäfts- und Tätigkeitsfelder
Die IHK Ostwürttemberg bietet Weiterbildungs- und Zertifikatslehrgänge, Seminare und Beratungsdienstleistungen für ortsansässige Unternehmen an. Die Kammer organisiert weiterhin die Abnahme der Zwischen- und Abschlussprüfungen der anerkannten Ausbildungsberufen in der Region Ostwürttemberg und beurkundet bestandene Prüfungen, beispielsweise mit IHK-Prüfungszeugnissen, dem Facharbeiterbrief, dem Gesellenbrief oder IHK-Zertifikaten.
Die IHK Ostwürttemberg nimmt Stellung zu Anträgen auf Eintragung in das Handelsregister. Sie bestellt und vereidigt Sachverständige, schreitet bei Verstößen gegen das Wettbewerbsrecht ein oder schlägt dem Land Unternehmer zu Berufung als ehrenamtliche Finanz- und Handelsrichter vor. Zum Teil handelt es sich hierbei um hoheitliche Aufgaben.

## Politische Positionen
Von Politik und Verwaltung fordert die IHK Ostwürttemberg Deregulierung, eine nachhaltige Finanzpolitik sowie Verbesserungen in der Infrastruktur- und Standortentwicklungspolitik. Weiterhin setzt sich die Organisation für günstig angebundene Gewerbe- und Industrieflächen und eine aus ihrer Sicht gute Verkehrs- und Kommunikationsinfrastruktur ein.

## Organisation
Die IHK Ostwürttemberg ist eine Körperschaft des öffentlichen Rechts und führt ein öffentliches Siegel. Sie beschäftigt 60 hauptamtliche Mitarbeiter. Diese arbeiten nach den Vorgaben der Vollversammlung für die Interessenvertretung der Wirtschaft gegenüber Staat und Öffentlichkeit, in Erfüllung hoheitlicher Aufgaben anstelle des Staates und um Dienstleistungen für die Wirtschaft zu erbringen. Die Kammer kann Anlagen und Einrichtungen, die der Förderung der gewerblichen Wirtschaft oder einzelner Gewerbezweige dienen, begründen und erhalten und unterstützen sowie Maßnahmen zur Förderung und Durchführung der kaufmännischen und gewerblichen Berufsausbildung unter Beachtung der geltenden Rechtsvorschriften, insbesondere des Berufsbildungsgesetzes, treffen.

### Vollversammlung
Das oberste Entscheidungskriterium der IHK ist die Vollversammlung (VV). Die VV der IHK Ostwürttemberg (Vollversammlung Wahlperiode 2009–2012, Stand September 2012) besteht aus mindestens 50 und höchstens 57 Mitgliedern. Die Wahl der Mitglieder sowie die Dauer und vorzeitige Beendigung der Mitgliedschaft regelt die Wahlordnung. Die Vollversammlung bestimmt die Richtlinien der Kammerarbeit und entscheidet über alle Fragen, die für die gewerbliche Wirtschaft des Kammerbezirks oder die Arbeit der Kammer von grundsätzlicher Bedeutung sind. Die VV wählt unter anderem das Präsidium und bestellt auf Vorschlag des Präsidenten den Hauptgeschäftsführer. Ebenso beschließt sie die Höhe der Beiträge und berät und beschließt den Haushalt der Kammer. Die VV besteht aus einem Präsidenten, einem Ehrenpräsidenten, fünf Mitgliedern des Präsidiums und 43 weiteren Mitgliedern. Die Mitglieder der Vollversammlung und des Präsidiums sowie der Präsident nehmen ihre Aufgabe ehrenamtlich wahr.

### Präsidium
Das Präsidium besteht aus dem Präsidenten und fünf Vizepräsidenten, die für die Dauer der Wahlperiode von der Vollversammlung aus ihrer Mitte gewählt werden. Die Mitglieder des Präsidiums nehmen ihr Amt bis zur Wahl eines Nachfolgers wahr. Der Präsident leitet die Kammer im Rahmen der von der Vollversammlung festgesetzten Richtlinien und gefassten Entschließungen. Das Präsidium entscheidet insbesondere über die Geschäftsordnung der Kammer.
| Amtszeit  | Präsident               | Funktion                                         |
| --------- | ----------------------- | ------------------------------------------------ |
| 1867–1873 | Ludwig (Louis) Lang     | Kommerzienrat, Heidenheim                        |
| 1873–1874 | Robert Meebold          | Geh. Kommerzienrat, Heidenheim                   |
| 1875–1899 | Karl Zoeppritz          | Geh. Kommerzienrat, Mergelstetten                |
| 1900–1917 | Hermann Poppe           | Kommerzienrat, Heidenheim                        |
| 1917–1917 | Karl Schultes           | Fabrikant, Heidenheim                            |
| 1917–1933 | Hermann Erhard          | Kommerzienrat, Schwäbisch Gmünd                  |
| 1933–1934 | Walther Hartmann        | Generaldirektor, Heidenheim                      |
| 1945–1951 | Werner Plappert         | Fabrikant, Heidenheim                            |
| 1951–1963 | Peter Haehnle           | Fabrikant, Giengen                               |
| 1963–1965 | Rodolf Schieber         | Fabrikant, Bopfingen                             |
| 1966–1971 | Konrad Theiss           | Verleger, Aalen                                  |
| 1971–1982 | Wolfram Schweppenhäuser | Geschäftsführender Gesellschafter, Heidenheim    |
| 1982–1989 | Hans-Otto Steiff        | Mitglied des Beirats und Gesellschafter, Giengen |
| 1989–2001 | Hansjörg Rieger         | Geschäftsführer, Aalen                           |
| 2001–2014 | Helmut Althammer        | Geschäftsführer, Heidenheim                      |
| 2014–2017 | Carl Trinkl             | Vorstandsvorsitzender, Aalen                     |
| seit 2017 | Markus Maier            | Geschäftsführender Gesellschafter, Königsbronn   |

### Hauptamt
Die Mitarbeiter der IHK, unter Leitung des Hauptgeschäftsführers, bilden das sogenannte Hauptamt. Die Geschäfte der Kammer werden nach den von der Vollversammlung und vom Präsidenten aufgestellten Grundsätzen und Weisungen von dem Hauptgeschäftsführer und den nach Bedarf angestellten weiteren Geschäftsführern geführt. Das Anstellungsverhältnis des Hauptgeschäftsführers wird durch den Präsidenten, die Anstellungsverhältnisse weiterer Geschäftsführer und leitender Mitarbeiter durch den Präsidenten und den Hauptgeschäftsführer gemeinsam geregelt. Die Anstellung der übrigen Mitarbeiter erfolgt durch den Hauptgeschäftsführer, seit 2021 Thilo Rentschler.

### Ausschüsse
- Außenwirtschaftsausschuss
- Berufsbildungsausschuss
- Digitalisierungsausschuss
- Finanz- und Steuerausschuss
- Forschungs- und Innovationsausschuss
- Handelsausschuss
- Industrieausschuss
- Prüfungsausschuss
- Rechtsausschuss
- Sachverständigenausschuss
- Schlichtungsausschuss
- Verkehrsausschuss